# Кристофър Кокерел
Кристофър Сидни Кокерел, (на английски: Christopher Sydney Cockerell), роден на 4 юни 1910 г. в Кеймбридж и починал на 1 юни 1999 г. е британски инженер, изобретател на транспортното средство на въздушна възглавница (ховеркрафт).

## Биография
Кокерел е роден в семейството на сър Сидни Кокерел, който е работил като куратор на музея „Фицуилямс“. От рано Кристофър проявява технически умения, но не успява да впечатли баща си. Въпреки това след завършване на училище Кристофър постъпва в университета в Кеймбридж. Завършва машиностроителния факултет на университетът в Кембридж. През 1935 постъпва на работа във фирма Маркони, където за кратко създава редица патенти. Има над 70 изобретения основно в областта на авиационни радарни системи и системи за радиовръзка, някои от които са използвани през Втората световна война. Напускайки Маркони, закупува малка фирма за производство на лодки. Започва да проучва въпроса за увеличаване на скоростта на движение на съдовете, като разработва идеята за въздушна възглавница под лодката и при това стига до патента си за създаване на съд на въздушна възглавница. Този съд той нарича ховеркрафт. Създава действащ модел на този принцип. Доказва се възможността за движение над вода и се установяват някои ограничения като малка способност за движение по наклони и преодоляване на препяствия. През 1957 г Кокерел представя своето изобретение на британските военни. Въпреки че те не го възприемат за непосредствено използване, все пак те засекретяват изобретението, с което Кокерел не може да го представи на други места. След освобождаването от секретност, той успява да убеди National Research Development Corporation, организация финансирана от британското правителство, да го използва за граждански цели. Прец юли 1959 г., първото създадено пълноценно превозно средство на въздушна възглавница SR.N1 за първи път прекосява Ла Манш.